# 仙巖寺
仙巖寺（：／ Seonamsa）位於韓國全羅南道順天市的曹溪山，由阿道和尚於百濟聖王七年（西元529年）創建。2009年12月，仙巖寺被列為韓國指定史蹟第507號。2018年仙巖寺與其他六座山寺以「山寺，韓國的山中寺院」名稱申請，獲得世界遺產委員會通過，成為韓國第13個世界遗产。

## 簡介
仙巖寺位於全羅南道順天市昇州邑的曹溪山山麓東側，對面西側山腰座落著韓國三大名寺（三寶寺）之一的松廣寺，此地於朝鮮三國時代（西元427－660年）屬百濟國。百濟聖王七年（西元529年）由阿道和尚在此建立毘盧庵（비로암），至統一新羅景文王十五年（西元875年）由道詵（827－898）在此建立仙巖寺。仙巖寺的名稱来源于寺院溪邊一塊高十餘丈、表面平整的巨岩，相傳此為昔日仙人博弈之處，故取名為仙巖。
萬曆朝鮮之役時，仙巖寺於朝鮮宣祖三十年（西元1597年）遭到燒毀，朝鮮顯宗元年（西元1660年）重建；之後大雄殿於朝鮮英祖四十二年（西元1766年）再度燒毀，於朝鮮純祖二十四年（西元1824年）重建。今日仙巖寺的建築包括大雄殿、地藏堂、凝香閣、大乘庵、毘盧庵等三十餘座庵、堂。仙巖寺外尚有興國寺、香林寺等十四座附屬別院。
仙巖寺周圍有多棵樹齡數百年的麻櫟、山茶樹、楓樹、栗子樹等，以秋季的紅葉馳名。在仙巖寺本寺外的登山步道往上走，可看到雕刻在岩石上的磨崖如來立像，高7公尺、寬2公尺。仙巖寺現為韓國第二大佛教宗派太古宗的道場，在2001年在寺內設立仙巖寺聖寶博物館，展示寺內相關文物。

## 重要文化財
仙巖寺有14項韓國寶物，分別為：
| 韓國寶物編號 | 名稱                           | 圖片 | 說明 |
| ------------ | ------------------------------ | ---- | --- |
| 395          | 仙巖寺東、西三層石塔           |      | 位於大雄殿前左右兩側，為兩座以相同手法建築的三層石塔，推測建於統一新羅時期（約9世紀）。 |
| 400          | 仙巖寺昇仙橋                   |      | 在進入仙巖寺前需越過一條小溪，昇仙橋即為小溪上的橋樑，其為石造的拱橋，長14公尺、高4.7公尺，寬4公尺。昇仙橋的樣式與寶城筏橋虹橋（韓國寶物第304號）相同，寶城筏橋虹橋建於朝鮮英祖十三年（西元1737年），昇仙橋使用石塊的方式與收尾手法較古老，推測年代略早於寶城筏橋虹橋。                                  |
| 955          | 仙巖寺三層石塔舍利莊嚴具       |      | 修繕東、西三層石塔時，在塔內發現的三件遺物，推測年代為高麗王朝後期，可瞭解當時舍利裝置與金屬工藝。 |
| 1044         | 大覺國師義天畫像               |      | 高麗王朝時代僧侶義天的肖像畫，高144公分、寬110公分，由道日於朝鮮純祖五年（西元1805年）修補。義天（1032－1083）為高麗文宗的第四子，創立高麗天台宗。 |
| 1117         | 仙巖寺大覺庵僧塔               |      | 位於仙巖寺大覺庵旁，為一單層石塔，用來供奉僧人的遺骨與舍利。從雕刻手法與屋頂石的形式，推測建於高麗王朝前期。 |
| 1184         | 仙巖寺北僧塔                   |      | 位於仙巖寺北方約400公尺處，為一單層石塔，用來供奉僧人的遺骨與舍利。從塔上的獅子像、雲紋、蓮花、仁王像等雕刻樣式，推測建於高麗王朝前期。 |
| 1185         | 仙巖寺東僧塔                   |      | 位於仙巖寺無憂殿後方約200公尺處，為一單層石塔，用來供奉僧人的遺骨與舍利。從雕刻手法推測建於高麗王朝前期。 |
| 1311         | 仙巖寺大雄殿                   |      | 仙巖寺大雄殿歷史上曾多次燒毀與重建，最後一次燒毀於朝鮮英祖四十二年（西元1766年），於朝鮮純祖二十四年（西元1824年）重建後保存至今。大雄殿供奉釋迦摩尼佛，為仙巖寺的中心法堂，其為朝鮮王朝後期的建築形式。殿前有兩座三層石塔（韓國寶物第395號）。                                                          |
| 1419         | 仙巖寺釋迦牟尼佛畫像與附屬遺物 |      | 釋迦牟尼佛的畫像，推測創作於18世紀中葉。 |
| 1506         | 先覺國師道詵畫像               |      | 先覺國師道詵的畫像，高147公分、寬112.5公分，由道日於朝鮮純祖五年（西元1805年）修補。道詵於新羅景文王元年（西元861年）建立仙巖寺，為當時有名高僧。 |
| 1553         | 仙巖寺西浮屠庵甘露王圖         |      | 供奉於西浮屠庵的一幅描繪佛教故事的畫，由義謙（의겸，1710－1760）於朝鮮英祖十二年（西元1736年）創作。畫作的主題為六道諸相。 |
| 1554         | 仙巖寺三十三祖師圖             |      | 此作品根據《祖堂集》所述，繪製從迦葉尊者至六祖惠能之禪宗三十三位祖師，由隱奇（은기）等五位畫師於朝鮮英祖二十九年（西元1753年）所繪。原本共有十一幅，每幅上有三位祖師，現僅存七幅。畫中的三十三位祖師以《三才圖會》、《洪氏仙佛奇蹤》的圖案為模本，為韓國現存唯一以禪宗三十三位祖師為主題之朝鮮王朝時期畫作。 |
| 1558         | 仙巖寺銅钟（1700年）           |      | 銅鑄之大钟，高120公分，於朝鮮肅宗二十六年（西元1700年）改鑄原本800斤之大钟，上有雙龍鈕、菩薩像和祈求王室安寧的殿牌等紋樣。 |
| 1561         | 仙巖寺銅钟（1657年）           |      | 由朝鮮時代著名工匠金龍岩（김용암）於朝鮮孝宗八年（西元1657年）鑄成。 |

除了上述韓國寶物之外，仙巖寺內還有多項地方性的全羅南道文化財。

## 世界遺產登錄
第42屆世界遺產委員會會議在2018年6月至7月，於巴林首都麥納瑪召開，由韓國申報的項目「山寺，韓國的山中寺院」經大會通過，成為韓國第13個世界遺產，仙巖寺的世界遺產編號為1562-006號。
该世界遗产被认为满足世界遺產登錄基準中的以下基準而予以登錄：
- （iii）呈现有关现存或者已经消失的文化传统、文明的独特或稀有之证据。

| 世界遺產編號 | 名稱   | 所在地                 | 保護範圍 | 緩衝範圍   |
| ------------ | ------ | ---------------------- | -------- | ---------- |
| 1562-006     | 仙巖寺 | 34°59'45"N 127°19'52"E | 9.67公頃 | 246.16公頃 |

## 外部連結
-  仙巖寺官網（页面存档备份，存于）